# Småsjöarna (Vilhelmina socken, Lappland, 719326-154907)
Småsjöarna är en sjö i Vilhelmina kommun i Lappland och ingår i Ångermanälvens huvudavrinningsområde. Sjön har en area på 0,196 kvadratkilometer och ligger 420,1 meter över havet. Sjön avvattnas av vattendraget Djupbäcken.

## Delavrinningsområde
Småsjöarna ingår i det delavrinningsområde (719483-154995) som SMHI kallar för Namn saknas. Medelhöjden är 487 meter över havet och ytan är 9,76 kvadratkilometer. Det finns ett avrinningsområde uppströms, och räknas det in blir den ackumulerade arean 21,53 kvadratkilometer. Djupbäcken som avvattnar avrinningsområdet har biflödesordning 3, vilket innebär att vattnet flödar genom totalt 3 vattendrag innan det når havet efter 331 kilometer. Avrinningsområdet består mestadels av skog (78 procent) och sankmarker (14 procent). Avrinningsområdet har 0,19 kvadratkilometer vattenytor vilket ger det en sjöprocent på 2 procent.